# کاترین بچ
 کاترین باک (انگلیسی: Catherine Bach؛ زادهٔ ۱ مارس ۱۹۵۴) یک هنرپیشه اهل ایالات متحده آمریکا است.